# Rikei
Rikei (理慶), morte en 1611, est la fille ainée de Katsunuma Nobutomo (勝沼 信友), samouraï de l'époque Sengoku. Nonne au mont Kashiwao, elle est surtout connue pour son récit militaire, le Rikei-ni no Ki, ou compte-rendu de la nonne Rikei.

## Influence
En 1582, le  daimyo (大名) Takeda Katsuyori (武田 勝頼) se rebelle contre le clan Hojo rival, mais en raison de ses piètres compétences de meneur, il est défait par Oda Nobunaga et Tokugawa Ieyasu. Lui, sa jeune épouse officielle et environ quatre-vingt de leurs partisans, surtout des femmes, fuient vers le couvent de Rikei. Toutefois, en raison de l'échec Katsuyori, personne ne veut accueillir ou avoir pitié de ce cortège. Rikei, au contraire, plaint leur sort. Familière avec le style des contes militaires, elle écrit le Rikei-ni no Ki ou compte-rendu de la nonne Rikei pour les honorer afin que leurs noms ne disparaissent pas.

## Œuvre
Le Rikei-ni no Ki est un des trois compte-rendu militaire écrit par des femmes à cette époque (années 1600), les deux autres étant le Oan Monogatari et le Okiku Monogatari. L'œuvre de Rikei commence par une description de la généalogie du clan Takeda puis elle passe à une description des meurtres et des suicides rituels que l'entourage commet dans le but de préserver son honneur et éviter la capture.
Une chose intéressante à noter est le myougouka, ou verset de prière, qu'elle incorpore au récit. Après avoir décrit la mort de l'épouse officielle de Katsuyori, elle énumère sept poèmes. Le début de ces versets constituent l'acrostiche « na-mu-a-mi-ta-hu-tsu » qui est une prière bouddhiste qui se traduit approximativement par « Gloire à Amitābha » ou « Qu'ils reposent en paix ».